# ICP-BRASIL
A Infraestrutura de Chaves Públicas Brasileira, designada mais comumente pela sigla ICP-Brasil, é um sistema nacional brasileiro e uma cadeia hierárquica de confiança que viabiliza a emissão de certificados digitais para identificação virtual do cidadão. Esse é o órgão público brasileiro de infraestrutura de chaves públicas (em inglês: public key infrastructure), criado pela Medida Provisória 2.200-2 de 2001 e oficializada pelo Decreto 3.996 de 2001 e pela Lei 11.419 de 2006. 

## Funcionamento
É uma estrutura composta de um ou mais certificadores denominados de Autoridades Certificadoras (AC) que, através de um conjunto de técnicas e procedimentos de suporte a um sistema criptográfico baseando-se em certificados digitais, consegue assegurar a identidade de um usuário de mídia eletrônica ou assegurar a autenticidade de um documento suportado ou conservado em mídia eletrônica.
As diversas Infraestruturas de Chaves Públicas existentes hoje no mundo conseguem assegurar a autenticidade de assinaturas digitais utilizadas atualmente na rede mundial de computadores de modo a possibilitar, com elevadíssimo grau de segurança, de que um usuário de email por exemplo seja realmente o emissor da messagem e de que o receptor seja realmente quem ele diz ser.
No caso brasileiro, a ICP-Brasil se caracteriza pela presença de um sistema hierárquico ou vertical, onde há a presença de uma AC-raiz (papel realizado pelo Instituto Nacional de Tecnologia da Informação), que credencia e audita as ACs pertencentes ao sistema.

Entes da Cadeia Hierárquica ICP-Brasil:

AC - Raiz 
A Autoridade Certificadora Raiz da ICP-Brasil (AC-Raiz) é a primeira autoridade da cadeia de certificação. Executa as Políticas de Certificados e as normas técnicas e operacionais aprovadas pelo Comitê Gestor da ICP-Brasil. Portanto, compete à AC-Raiz emitir, expedir, distribuir, revogar e gerenciar os certificados das autoridades certificadoras de nível imediatamente subsequente ao seu.
A AC-Raiz também está encarregada de emitir a Lista de Certificados Revogados (LCR) e de fiscalizar e auditar as Autoridades Certificadoras (ACs), Autoridades de Registro (ARs) e demais prestadores de serviço habilitados na ICP-Brasil. Além disso, verifica se as ACs estão atuando em conformidade com as diretrizes e normas técnicas estabelecidas pelo Comitê Gestor da ICP-Brasil

AC - Autoridade Certificadora 
Uma Autoridade Certificadora (AC) é uma entidade, pública ou privada, subordinada à hierarquia da ICP-Brasil, responsável por emitir, distribuir, renovar, revogar e gerenciar certificados digitais. Tem a responsabilidade de verificar se o titular do certificado possui a chave privada que corresponde à chave pública que faz parte do certificado. Cria e assina digitalmente o certificado do assinante, onde o certificado emitido pela AC representa a declaração da identidade do titular, que possui um par único de chaves (pública/privada).
Cabe também à AC emitir Listas de Certificados Revogados (LCR) e manter registros de suas operações sempre obedecendo às práticas definidas na Declaração de Práticas de Certificação (DPC). Além de estabelecer e fazer cumprir, pelas Autoridades de Registro  (ARs) a ela vinculadas, as políticas de segurança necessárias para garantir a autenticidade da identificação realizada.

AR - Autoridade de Registro 
Uma Autoridade de Registro (AR) é responsável pela interface entre o usuário e a Autoridade Certificadora (AC). Vinculada a uma AC, tem por objetivo o recebimento, a validação, o encaminhamento de solicitações de emissão ou revogação de certificados digitais e identificação, de forma presencial ou por videoconferência, de seus solicitantes. É responsabilidade da AR manter registros de suas operações.

ACT - Autoridade Certificadora do Tempo
Uma Autoridade Certificadora do Tempo (ACT) é uma entidade na qual os usuários de serviços de Carimbo do Tempo confiam para emissão dos mesmos. A ACT tem a responsabilidade geral pelo fornecimento do Carimbo do Tempo, que é o conjunto de atributos fornecidos pela parte confiável do tempo que, associado a uma assinatura digital, confere prova da sua existência em determinado período de tempo.

PSS - Prestador de Serviço de Suporte
O Prestador de Serviço de Suporte (PSS) desempenha atividades descritas nas Políticas de Certificado (PC) e na Declaração de Práticas de Certificação (DPC) da AC a que estiver vinculado, ou nas Políticas de Carimbo do Tempo ( PCT) e na Declaração de Práticas de Carimbo do Tempo (DPCT) da ACT a que estiver vinculado, ou ainda nas atividades de PSBio, classificando-se, conforme o tipo de atividade prestada, em três categorias: disponibilização de infraestrutura física e lógica; disponibilização de recursos humanos especializados; ou disponibilização de infraestrutura física e lógica e de recursos humanos especializados.

PSBio - Prestador de Serviço Biométrico
O Prestador de Serviço Biométrico (PSBio) é uma entidade com capacidade técnica para realizar a identificação biométrica de uma pessoa natural, tornando seu registro/requerente único em um ou mais bancos/sistemas de dados biométricos para toda ICP-Brasil. Garante a verificação biométrica do requerente de um certificado digital e a comparação de sua biometria, que possua característica perene e unívoca,  conforme os padrões internacionais de uso.